# 跨性別情色獎
跨性別情色獎（英語：Transgender Erotica Awards）是美國Grooby製作公司所舉辦的表彰該年度跨性別情色領域的表演與作品，於2008年首次頒發。

## 獎項

### 產品類別
- 最佳DVD
- 最佳場景
- 最佳FTM場景
- 最佳個人網站

### 演出類別
- 最佳新人
- 最佳模式
- 最佳性交
- 最佳表演FTM
- 最佳非跨性別演員
- 最佳外國（非美國）演員
- 影迷人氣獎
- 最佳網路名人
- Ms. Unique

## 外部連結
- Transgender Erotica Awards的Facebook專頁